# La Vierge et l'Enfant entre saint Pierre et saint Sébastien
La Vierge et l'Enfant entre saint Pierre et saint Sébastien – en italien Madonna con Bambino tra san Pietro e san Sebastiano – est un tableau réalisé par le peintre italien Giovanni Bellini vers 1480. Cette huile sur bois de peuplier est une Madone qui représente Marie maintenant l'Enfant Jésus debout sur un parapet, entourée de saint Pierre, saint Sébastien et trois chérubins. L'œuvre est conservée au musée du Louvre, à Paris, en France.